# Savonlinna
Savonlinna (szw. Nyslott – "nowy zamek") – miasto w południowo-wschodniej Finlandii w regionie Etelä-Savo w dawnej prowincji Finlandia Wschodnia, między jeziorami Hauki i Pihlaja. Liczba mieszkańców wynosi 35 739 (31 sierpnia 2015) a gęstość zaludnienia 16 osób/km². Powierzchnia gminy to 3597,71 km², z czego 1358,65 km² stanowi woda. W pobliżu zamek Olofsborg zbudowany przez Szwedów na wyspie jeziornej w 1475 roku.

## Transport
- Savonlinna – stacja kolejowa

## Gospodarka
W mieście rozwinął się przemysł stoczniowy, elektrotechniczny, drzewny oraz spożywczy.

## Sport
- Savonlinnan Pallokerho (w skrócie SaPKo) – klub hokejowy
- Saimaa Volley – klub piłki siatkowej mężczyzn

## Miasta partnerskie
Savonlinna współpracuje z sześcioma miastami partnerskimi:
- Árborg, Islandia
- Arendal, Norwegia
- Detmold, Niemcy
- Kalmar, Szwecja
- Silkeborg, Dania
- Torżok, Rosja